# Time (Dokumentarfilm)
Time ist ein Dokumentarfilm von Garrett Bradley, der im Januar 2020 beim Sundance Film Festival seine Premiere feierte und seit 16. Oktober 2020 auf Amazon Prime Video verfügbar ist. Der Film zeigt, wie die Inhaftierung einer Person das Leben vieler weiterer Menschen beeinflusst. Im Rahmen der Oscarverleihung 2021 war Time als bester Dokumentarfilm nominiert.

## Handlung

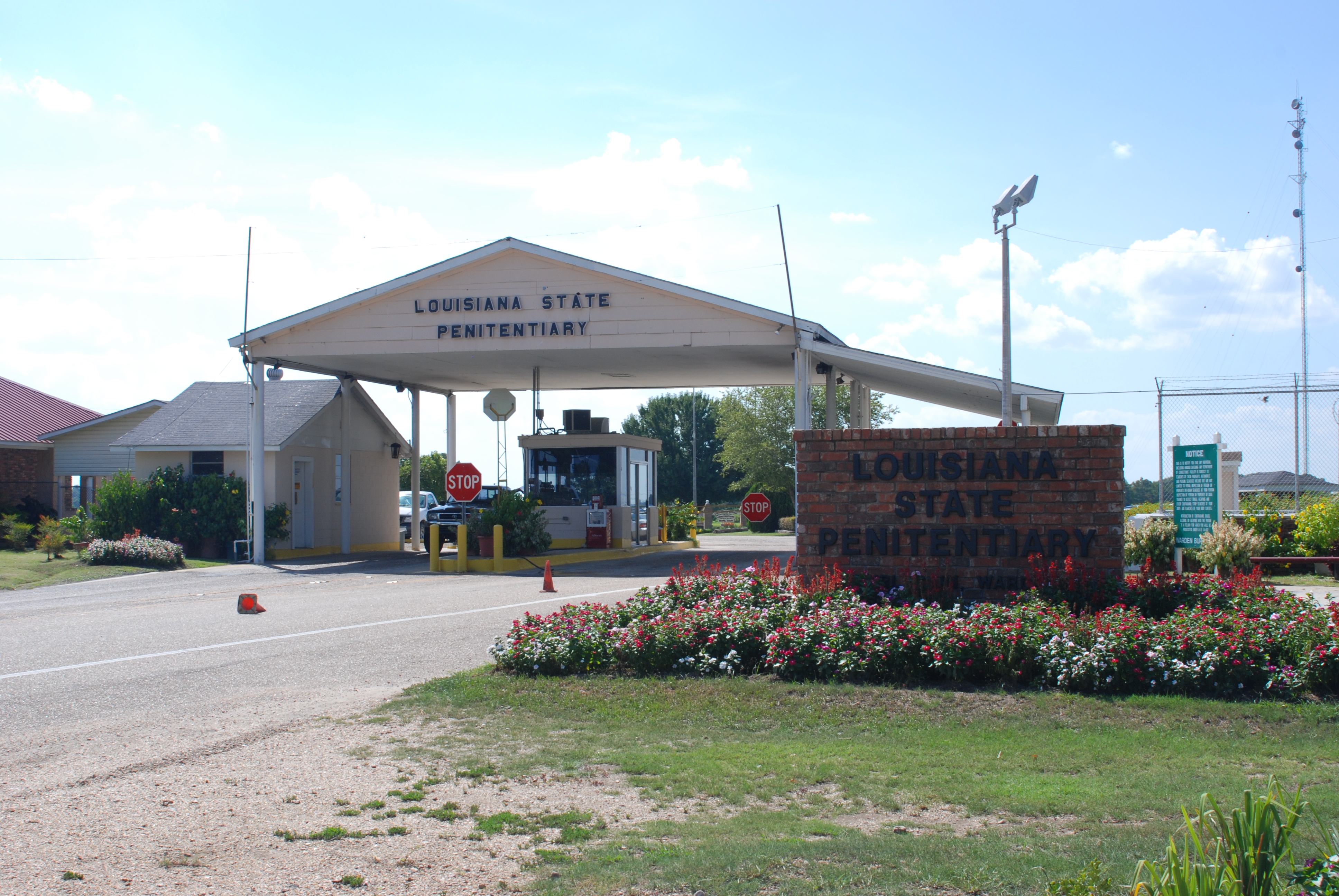
Rob Rich erhält während seiner langjährigen Haftstrafe im Louisiana State Penitentiary regelmäßig Besuch von seiner Familie

Sibil Richardson, genannt Fox Rich, ist Mutter von sechs Kindern. Ihr Ehemann Rob wurde zu einer langjährigen Haftstrafe im Louisiana State Penitentiary verurteilt. Dies ist mittlerweile 21 Jahre her. Auch Fox verbüßte dreieinhalb Jahre im Gefängnis, nachdem sie gemeinsam versucht hatten, eine Bank auszurauben. Rob hingegen wurde zu 60 Jahren Haft verurteilt, obwohl bei dem bewaffneten Raubüberfall niemand verletzt wurde.
Mittlerweile ist die Afroamerikanerin eine erfolgreiche Unternehmerin, versucht aber noch immer Rob aus dem Gefängnis zu holen. Regelmäßig hat er während der gesamten Haftzeit Besuch von seiner Familie erhalten.
Die Regisseurin verwendet neben eigenem Filmmaterial viele persönliche Homevideos der Familie Richardson, die Fox von sich und ihren sechs Söhnen für ihren Ehemann Rob während der Jahre seiner Abwesenheit drehte und größtenteils das Alltagsleben der Familie zeigen. Die Kinder, die ohne ihren Vater aufwachsen mussten, so der älteste Sohn Remington und die Zwillinge Freedom and Justus, sind bereits erwachsen.

## Produktion

### Entstehungsgeschichte
„…da muss noch sehr viel mehr getan werden im Hinblick auf die bestehenden Gesetze und wie sich Menschen innerhalb dieses Systems bewegen können, wie sie innerhalb der Gefängnisse behandelt werden, wie sie trotz allem ihre Menschlichkeit bewahren können und wie sie ihre Beziehungen zu den geliebten Menschen daheim aufrecht erhalten können. […] Bisher ist da konkret noch viel zu wenig geschehen. Was mich aber hoffnungsvoll stimmt, ist dass jetzt zumindest darüber gesprochen wird.“

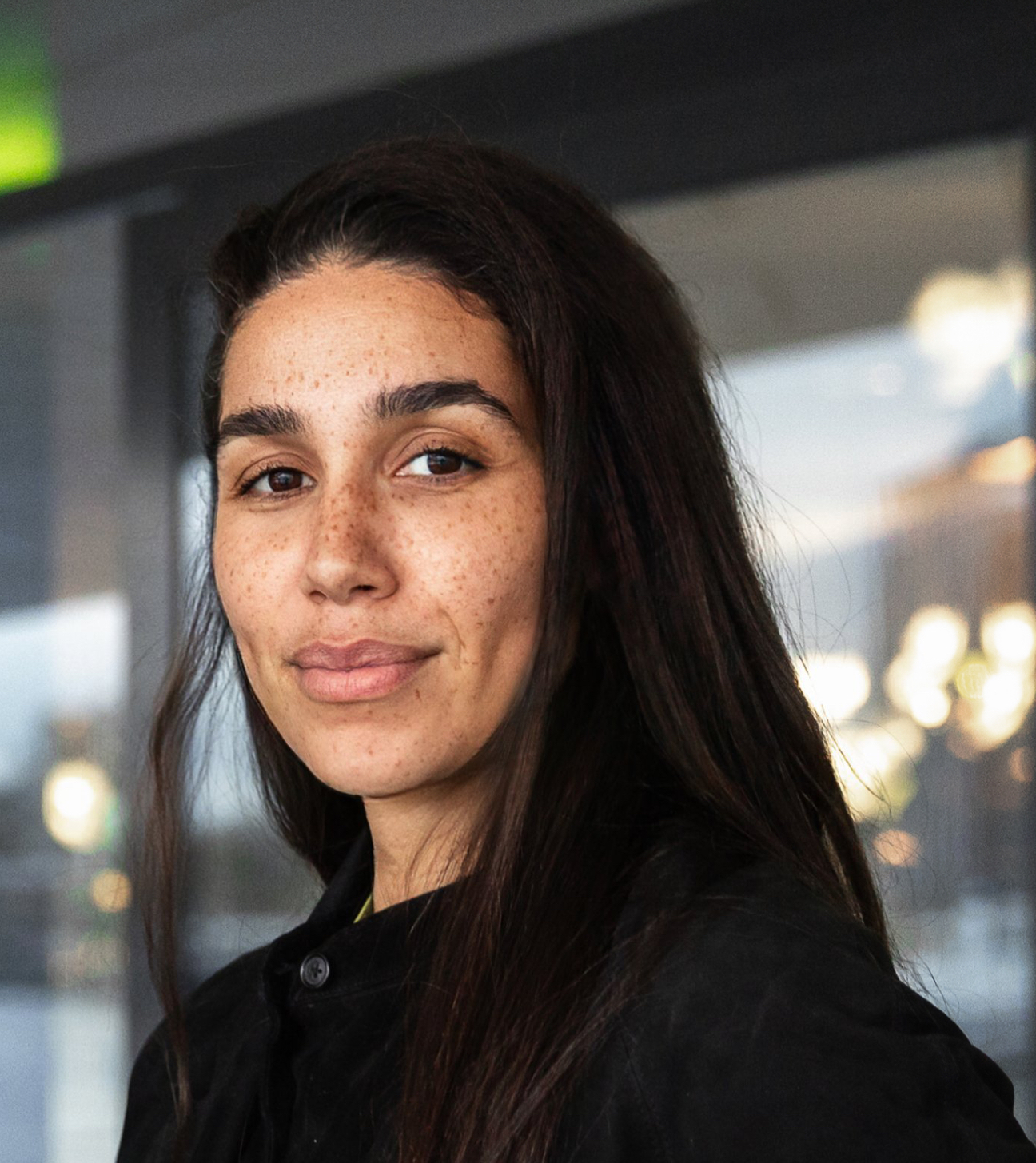
Regisseurin Garrett Bradley

Regie führte Garrett Bradley. Die 1986 in New York City geborene Bradley studierte zuerst Religion am Smith College und später Regie an der University of California in Los Angeles. Ihr erster Film Below Dreams feierte 2014 auf dem Tribeca Film Festival seine Premiere. Als sie gerade ihren Kurzfilm mit dem Titel Alone konzipierte, später Teil der Serie Op-Docs, für den sie eine Reihe von Gesprächen mit Frauen verschiedenen Alters führte, deren Partner oder andere Familienmitglieder im Gefängnis waren und letztendlich von Aloné Watts erzählt, einer Frau aus Louisiana, die Probleme hat, ihren inhaftierten Freund zu heiraten, wurde sie von einer Organisation namens FFLIC an Fox Rich weiterverwiesen, die zu diesem Zeitpunkt eine bekannte Aktivistin war, die sich für die Gefangenen in US-Gefängnissen einsetzte.
Während der Dreharbeiten für Alone, bei denen sie von Fox Rich begleitet wurde, lernten sich die beiden Frauen näher kennen, und Bradley wollte mit ihr das Projekt fortführen, um das Gefängnissystem aus Sicht der schwarzen Feministin eingehender zu untersuchen. Bradley ließ das Leben der Familie Richardson bestimmen, wie sie filmte, und entschied sich dafür, vornehmlich deren Alltagsroutinen zu zeigen, so, wenn Fox ihren Tag damit verbringt, wiederholt die Gerichte in Louisiana anzurufen, um mit ihnen über eine mögliche vorzeitige Entlassung ihres Ehemannes zu sprechen. So gewähre der Film Einblicke, die für ein erstaunliches Maß an Intimität sorgten, so Ismail Muhammad in der New York Times.

### Dreharbeiten und zusätzliches Filmmaterial
Die von Nisa East, Zac Manuel und Justin Zweifach in Schwarzweiß aufgenommenen Szenen ergänzte Bradley um Sequenzen aus Homevideos, die Fox Rich ihr zur Verfügung stellte. Die Aufnahmen von sich selbst und ihren sechs Söhnen für ihren Ehemann Rob entstanden in dem langen Zeitraum, in dem dieser seine Haftstrafe im Staatsgefängnis von Louisiana verbüßte. In diesem Material sieht man die Söhne als Babys und Kinder, aber auch später mit Schnurr- und Vollbärten. Bradley hatte von diesen privaten Aufnahmen bis zum Ende der Dreharbeiten nichts gewusst und bearbeitete nach deren Erhalt den gesamten Film völlig neu.

### Zielsetzung
„Ich wollte zeigen, was es bedeutet, 2,3 Millionen Menschen einzusperren“, sagte Bradley gegenüber Time, denn man habe keine Beispiele vor Augen, wie das aussieht, und von den Erfahrungen dieser unsichtbaren Gemeinschaft höre man in der Regel nur, wenn die Häftlinge entlassen wurden. Im Hinblick darauf, wie Menschen in den Gefängnissen behandelt werden, wie sie trotz allem ihre Menschlichkeit bewahren und sie ihre Beziehungen zu den geliebten Menschen daheim aufrechterhalten können, müsse noch viel mehr getan werden, so Bradley. Weiter erklärte sie, der Film sei für all jene Menschen da, die auch direkt und unmittelbar erfahren, was es bedeutet, in den USA einen Häftling in der Familie zu haben, und spreche wohl diese Menschen mehr an, als solche, die zwar davon wissen, es aber nicht sehen wollen.

### Veröffentlichung
Eine erste Vorstellung des Films erfolgte am 25. Januar 2020 beim Sundance Film Festival. Ende September, Anfang Oktober 2020 wurde er beim Zurich Film Festival gezeigt. Seit 16. Oktober 2020 ist er auf Amazon Prime Video verfügbar.

## Rezeption

### Kritiken
Time konnte bislang 99 Prozent aller Kritiker bei Rotten Tomatoes überzeugen und erreichte hierbei eine durchschnittliche Bewertung von 8,5 der möglichen 10 Punkte. Auf Metacritic erhielt Time einen Metascore von 91 von 100 möglichen Punkten. Zudem landete Time im IndieWire Critics Poll 2020 auf dem 7. Platz und ging als Zweitplatzierter unter den besten Dokumentarfilmen des Jahres hervor.

### Auszeichnungen (Auswahl)
Black Film Critics Circle Awards 2021
- Auszeichnung als Bester Dokumentarfilm[11]

Black Reel Awards 2021
- Auszeichnung als Bester Dokumentarfilm[12]

Critics’ Choice Documentary Awards 2020
- Auszeichnung in der Kategorie Most Compelling Living Subject of a Documentary (Fox Rich)
- Nominierung in der Kategorie Best Narration (Fox Rich)
- Nominierung für die Beste Regie (Garrett Bradley)
- Nominierung als Bester Dokumentarfilm[13]

Gotham Awards 2021
- Auszeichnung als Bester Dokumentarfilm[14]

Independent Spirit Awards 2021
- Nominierung als Bester Dokumentarfilm[15]

International Documentary Association Awards 2020
- Nominierung als Bester Dokumentarfilm (Garrett Bradley, Lauren Domino und Kellen Quinn)
- Auszeichnung für die Beste Regie (Garrett Bradley)
- Nominierung für die Beste Kamera (Zac Manuel, Justin Zweifach und Nisa East)
- Auszeichnung mit dem Emerging Documentary Filmmaker Award (Garrett Bradley)[16][17]

London Critics’ Circle Film Awards 2021
- Nominierung als Bester Dokumentarfilm[18]

Los Angeles Film Critics Association Awards 2020
- Auszeichnung  als Bester Dokumentarfilm
- Runner-Up für den Besten Schnitt (Gabriel Rhodes)[19]

National Board of Review Awards 2021
- Auszeichnung als Bester Dokumentarfilm[20]

National Society of Film Critics Awards 2021
- Auszeichnung als Bester Dokumentarfilm[21]

New York Film Critics Circle Awards 2020
- Auszeichnung als Bester Non-Fiction Film[22]

Online Film Critics Society Awards 2021
- Nominierung als Bester Dokumentarfilm[23]

Oscarverleihung 2021
- Nominierung als Bester Dokumentarfilm (Lauren Domino, Kellen Quinn und Garrett Bradley)

Peabody Awards 2021
- Auszeichnung als Bester Dokumentarfilm[24]

Producers Guild of America Awards 2021
- Nominierung als Bester Dokumentarfilm (Lauren Domino, Kellen Quinn, Garrett Bradley)[25]

Sundance Film Festival 2020
- Auszeichnung mit dem Directing Award im U.S. Documentary Competition (Garrett Bradley)

Zurich Film Festival 2020
- Auszeichnung als Bester internationaler Dokumentarfilm (Garrett Bradley)